# 運兵船

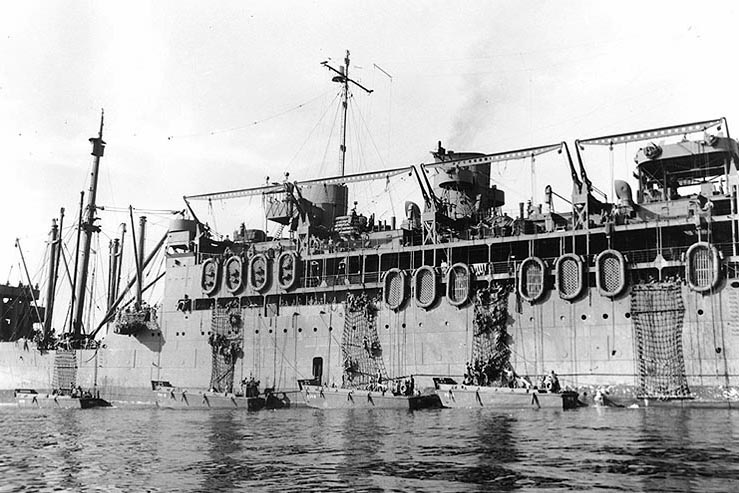
1943年6月14日，士兵們在進行對新喬治亞島登陸行動的演習時，沿著攻擊運輸艦「麥考利號」（USS McCawley）舷側的繩網攀下。

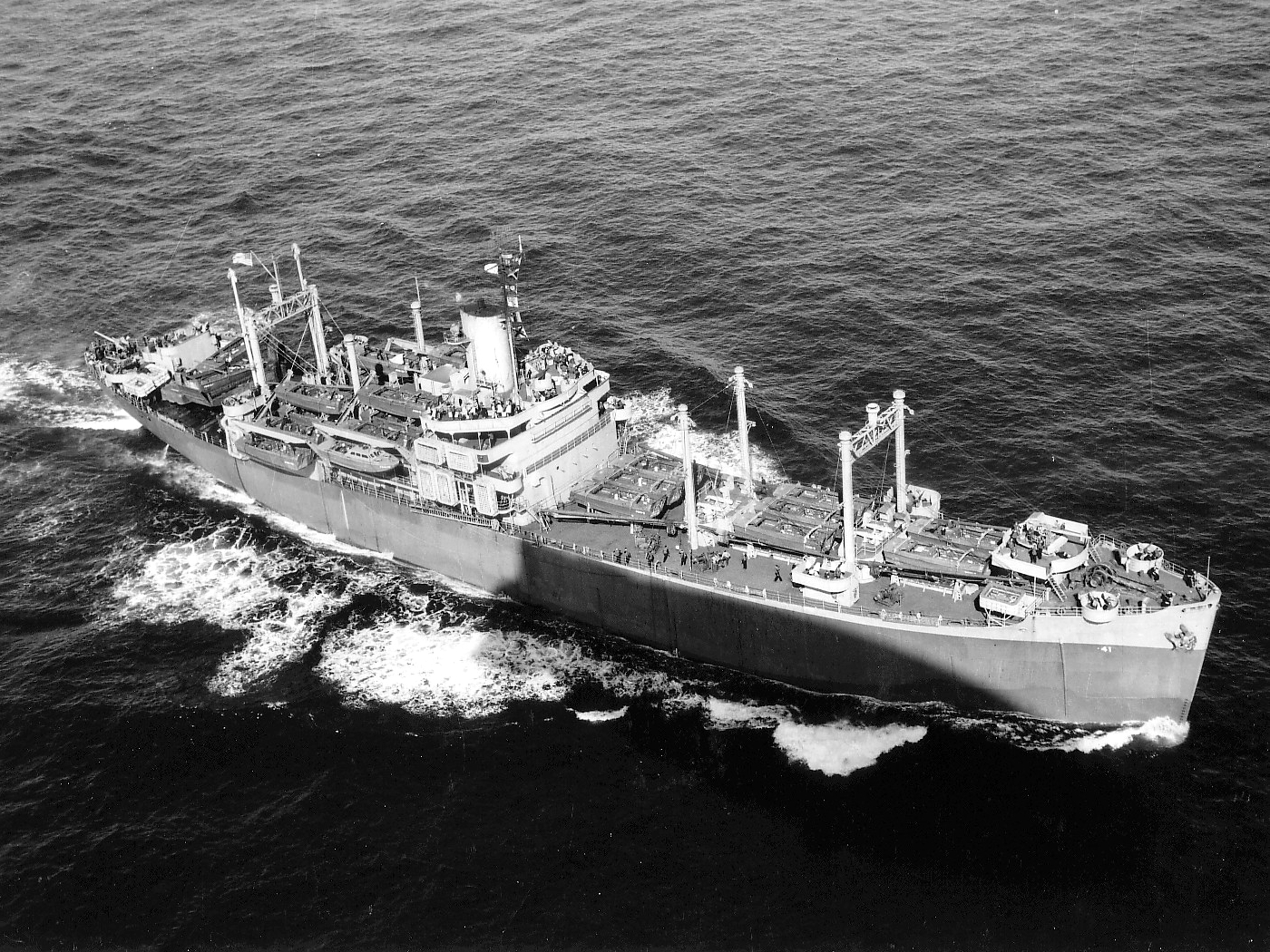
貝菲爾德級攻擊運輸艦「杜佩奇號」（USS DuPage）正航行於海上，並搭載其所屬的登陸艇編隊。

運兵船（英語：troopship，又稱部隊運輸船、軍隊運輸船或兵員船）是指用於在戰時或平時運送士兵的船舶。運兵船通常是從商業船隊中徵用的商船所改裝而來，並不具備直接將部隊送上岸的能力，因此通常在港口裝卸士兵，或透過交通艇與駁船等小型船隻進行接駁。
攻擊運輸艦是專門為將兩棲部隊運送至灘頭而設計的一類遠洋運兵船，通常配備有自主登陸艇隊；而登陸艦則可直接衝灘將部隊送上岸。

## 歷史
自古代起，人類就已使用船舶運送軍隊。例如古羅馬時期即使用一種名為「納維斯·盧索里亞」（navis lusoria）的小型船隻，該船可由槳或帆驅動，用於在萊茵河與多瑙河上調動軍隊。

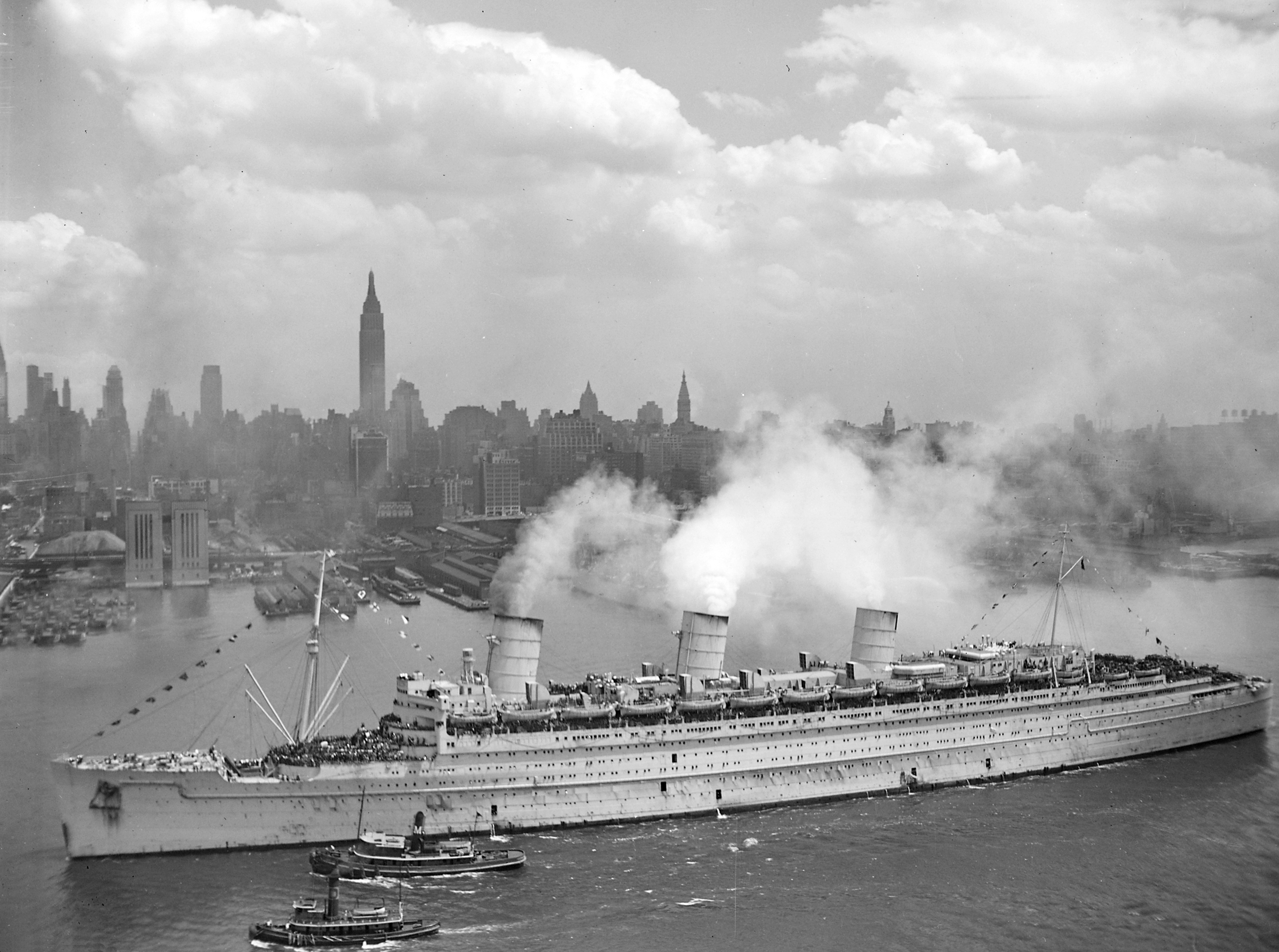
被暱稱為「灰色幽靈」的瑪麗皇后號，在1943年7月的一次橫渡中創下單次運載最多軍人的紀錄，達15,740人。

現代的運兵船與客輪幾乎同時出現，當各國海軍兵力不足時，常會向民用船隊租借或徵用這類船隻。19世紀時，海軍經常租用民用遠洋郵輪；到了20世紀初，這些船隻會被塗成灰色，並配備簡單武裝，其原本為縮短航程所設計的高速特性，在戰時成為逃避潛艇與敵方巡洋艦的優勢。奧林匹克號甚至在一次航程中撞沉了一艘U型潛艇。航速快的大型郵輪可單獨航行，不需護航；而速度較慢或老舊的船隻則會加入護航隊行動。
19世紀末至20世紀初，各主要海軍強國會向國內的航運公司提供補貼，協助其建造可於戰時改裝為武裝商船的高速遠洋客輪。例如英國政府資助了皇家郵輪公司（Cunard）與白星航運公司（White Star）建造了茅利塔尼亞號、阿奎塔尼亞號、奧林匹克號與不列颠号等郵輪。然而，在第一次世界大戰期間發現這些船隻過於脆弱後，多數改用作運兵船或醫院船。
瑪麗皇后號與伊利沙伯皇后號郵輪是第二次世界大戰中最著名的兩艘改裝運兵船。在完成全面改裝後，每艘船每次航程可載運超過10,000名士兵。其中Queen Mary在1943年7月的一次橫渡中載運了多達15,740名士兵，創下單次最高人數紀錄，戰爭期間總共運送了765,429名軍人。

## 第二次世界大戰

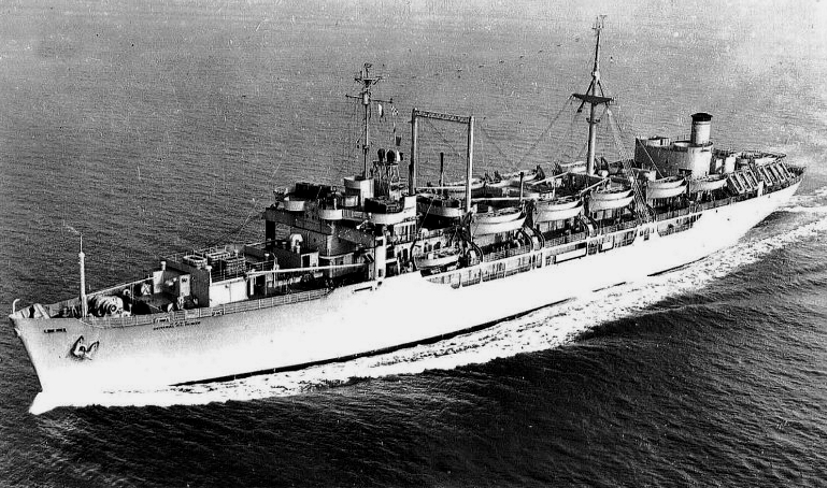
美國將軍級運輸艦

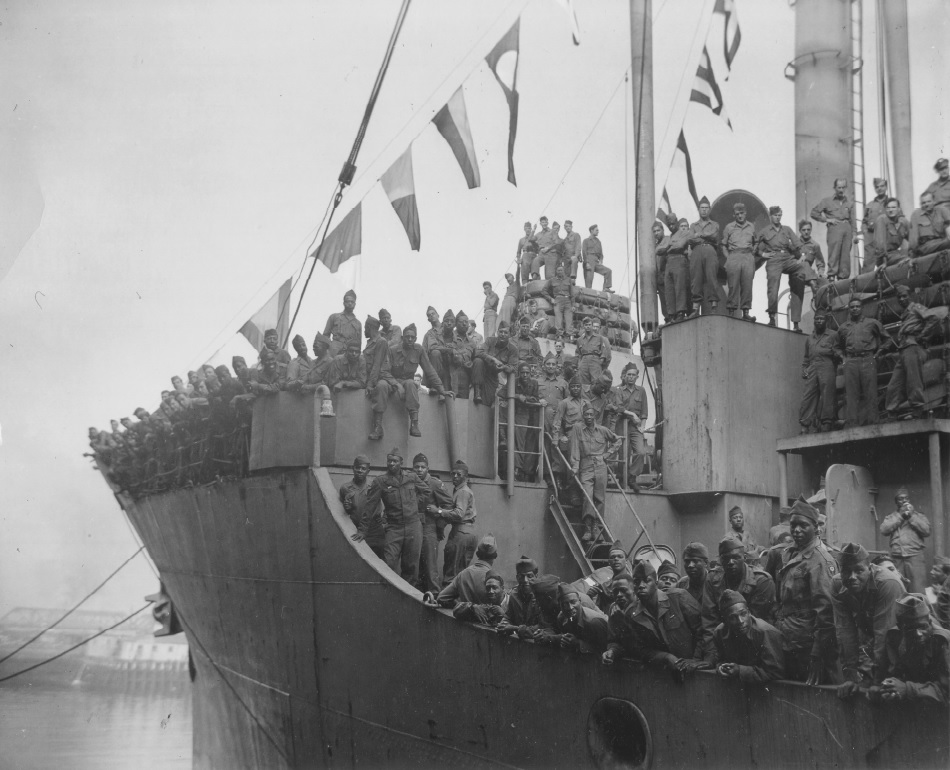
艾肯勝利號，為一艘由勝利船改裝的運兵船，攝於1945年7月26日抵達波士頓，載有來自歐洲的1,958名美軍。

在第二次世界大戰期間，大量運兵船投入使用，包括220艘「有限容量」（Limited Capacity）的自由輪改裝型、30艘基於C4型設計的「G・O・斯奎爾將軍級」軍用運輸艦、一個由84艘勝利船改裝的專用部隊運輸艦級別、若干艘由C3-S-A2型貨船改裝的專用運兵船，以及15個攻擊運輸艦艦級，僅此一類艦型即建造了約400艘。
- 自由輪的改裝版本最多可搭載450人、[5]550人[6]或650人[7]（資料來源略有不同），可用來運送部隊或戰俘。改裝內容包括於前部中甲板加裝五層鋪床、增設淋浴及船用廁所設施、加裝兩部柴油發電機，並增設兩門厄利孔20毫米自動機砲。[5][6][8][9]
- 30艘基於C4型貨船設計的「G・O・斯奎爾將軍級」級運輸艦，每艘最大載客量超過6,000人。
- 勝利船也發展出一個專用的部隊運輸艦艦級，在第二次世界大戰後期完成改裝。共有84艘VC2-S-AP2型勝利船完成改裝。[10][11][12][13][14]
- 一個基於C3型貨船設計的艦級（主要為C3-S-A2與C3-S-A3船體）也被改裝為專用運兵船，每艘可搭載約2,100名士兵。[15]
- 至少15個攻擊運輸艦艦級共計約400艘，這些艦艇專為登陸作戰而建造，不同於一般遠洋運輸用途。

### 設計代號
對於被改裝為運輸任務的船隻，英國皇家海軍會將其原本的船舶類別代號（如RMS〈皇家郵輪〉、MV〈機動船〉或SS〈汽船〉）更改為 HMT（Her/His Majesty's Transport，陛下運輸船）。美國則使用兩種代號：WSA 表示由戰時航運管理局管理、由商船隊船員操作的運輸船，USS（United States Ship）則表示正式編入美國海軍並由其操作的艦艇。初期的運兵船若改裝為攻擊運輸艦，會獲得「AP」代號；從1942年開始新建造的攻擊運輸艦則改為使用「APA」代號。
「HMT」這一代號有時也表示「Hired Military Transport（租用軍用運輸船）」。

## 二戰後
在冷戰時期，美國設計了美國號，使其能在戰爭爆發時迅速由郵輪改裝為運兵船。近代亦有伊莉莎白女王二號與「坎培拉號」被英國皇家海軍徵用，以載運英軍參與福克蘭戰爭。到了20世紀末，幾乎所有遠距離的人員運輸皆改由軍用運輸機空運完成。

## 一些著名的運兵船
- 阿伽門農號
- 阿奎塔尼亞號
- 比利時蘭號
- 伯肯黑德號
- 阿爾科納角
- 卡曼尼亞號郵輪
- 多切斯特號
- 杜內拉號驅逐艦
- 帝國溫德拉什號（前身為「蒙特羅莎號」）
- 英國皇后號郵輪
- 大東方號
- 亨利·R·馬洛里號運輸船
- 正義號
- 拉科尼亞號郵輪
- 兰开斯特里亚号
- 利維坦號郵輪（前身為「祖國號」）
- 茅利塔尼亞號（「卢西塔尼亚号」姊妹艦）
- 門迪號
- 奥林匹克号（「泰坦尼克号」姊妹艦）
- 奧龍特斯號
- 奧特蘭托號
- 牛津郡號
- 瑪麗皇后號
- 伊利沙伯皇后號郵輪
- 羅納號
- 添馬艦
- 馮·史圖本號（前身為「威廉皇儲號」）
- 西點號
- 賈維斯灣號（第一艘大型雙體船服役於海軍）

## 另見
- 美國海軍兩棲作戰艦列表#攻擊運輸艦（APA）
- 美國海軍兩棲作戰艦列表#兩棲運輸艦（LPA）
- 美國海軍輔助艦艇列表#運輸艦（AP、T-AP）

## 外部連結
维基共享资源上的相關多媒體資源：運兵船
- 英國武裝部隊網站：運兵船